# Pian della topilla
Pian della topilla (Tortilla Flaps) è un film del 1958 diretto da Robert McKimson. È un cortometraggio d'animazione della serie Looney Tunes, distribuito negli Stati Uniti il 18 gennaio 1958. A partire dagli anni 2000 viene distribuito col titolo Il guastafeste punito.

## Trama
Il cinque maggio dei topi tengono una festa simile a quella degli esseri umani, dove Speedy Gonzales gioca da solo a ping pong correndo da una parte all'altra del tavolo. Improvvisamente arriva sul posto un avvoltoio, che insegue un topo. Speedy però fa sì che il volatile acchiappi un candelotto di dinamite, che gli esplode sulla zampa. L'avvoltoio dichiara che ora Speedy sarà la sua cena e inizia a inseguirlo fino a un passaggio a livello. Qui il fulmineo roditore fa sì che il rapace venga investito da un treno e da una draisina. Più tardi, da un'altura, l'avvoltoio cerca di sparare a Speedy con un cannone. Accesa la miccia, il rapace viene spaventato da Speedy e sobbalza, finendo per piazzarsi davanti al cannone, che lo colpisce. Speedy convince poi l'avvoltoio a farsi inseguire, affermando di sapere dove può trovare un topo grasso che può acchiappare facilmente. Una volta raggiunta la tana, Speedy vi entra e l'avvoltoio si domanda dov'è il topo promesso. Speedy però gli dice che ha sbagliato indirizzo e lì dentro vi sono solo galline. L'avvoltoio porta un balero in un deposito di esplosivi e mette nella coppa alcune gocce di nitroglicerina, per poi bussare sulla tana di Speedy. Quest'ultimo esce e nota la zampa dell'avvoltoio, dopodiché si avvicina al giocattolo e inizia a giocarci in modo sbagliato, facendo andare la palla da una parte all'altra della coppa. Spazientito, l'uccello decide di mostrare a Speedy come si gioca, ma quando lancia in aria la palla, il fulmineo roditore corre sul tetto e l'acchiappa. Poco dopo la lascia cadere, facendo esplodere la nitroglicerina, così l'avvoltoio si arrende. Più tardi la festa riprende: qui Speedy è il presentatore di un gioco dove, per un centavo, si tirano tre palle in faccia all'avvoltoio per vincere del formaggio. Viene rivelato che il didietro del rapace viene usato per un altro gioco, in cui si tirano tre freccette per un centavo.

## Distribuzione

### Edizione italiana
Il corto fu distribuito nei cinema italiani nel 1959 all'interno del programma Gatti, sorci... e fantasia, in inglese sottotitolato. Fu doppiato solamente dalla Time Out Cin.ca negli anni 2000 per la trasmissione televisiva.

### Edizioni home video

#### VHS
- Gatti, sorci... e fantasia 2ª parte (1989)
- Speedy Gonzales n. 1 (ottobre 1990)

#### DVD
- Looney Tunes Collection - Speedy Gonzales